# SNK vs. Capcom: The Match of the Millennium
SNK vs. Capcom: The Match of the Millennium é um jogo de luta que foi desenvolvido para Neo-Geo Pocket Color. Possui um total de 26 personagens da SNK e da Capcom, sendo que oito desses personagens secretos. O jogo tem opções que inclui equipes de combate de tag-2, as equipes de 3 de caça-fila, e, claro, um contra um. Depois disso, o jogador pode optar por um medidor de nível de energia estilo da Capcom, ou um indicador de carga da estilo da SNK, ou um medidor "neutro" para aumentar os ataques especiais.

## Personagens daSNK

### Personagens selecionáveis e jogos de origem
- Terry Bogard - Fatal Fury
- Mai Shiranui - Fatal Fury 2
- Ryo Sakazaki - Art of Fighting
- Iori Yagami - The King of Fighters '95
- Athena Asamiya - Psycho Soldier
- Leona - The King of Fighters '96
- Haohmaru - Samurai Shodown
- Nakoruru - Samurai Shodown

### Chefes e jogos de origem
- Geese Howard - Fatal Fury

### Personagens (Olympic Mode) e jogos de origem
- Rimururu - Samurai Shodown III (SNK Olympic Mode - personagem guia)
- Jubei Yagyu - Samurai Shodown (Blade Arts minigame)
- Marco Rossi - Metal Slug (Target 9 minigame)

## Personagens daCapcom

### Personagens selecionáveis e jogos de origem
- Ryu - Street Fighter
- Ken - Street Fighter
- Chun-Li - Street Fighter II
- Guile - Street Fighter II
- Zangief - Street Fighter II
- Dan - Street Fighter Alpha
- Sakura - Street Fighter Alpha 2
- Morrigan - Darkstalkers
- Felicia - Darkstalkers

### Personagens secretos e jogos de origem
- Akuma (Gouki no Japão) - Super Street Fighter II Turbo

### Chefes e jogos de origem
- M. Bison (Vega no Japão) - Street Fighter II
- Evil Ryu (Satsui Ryu no Japão) - Street Fighter Alpha 2

### Personagens (Olympic Mode) e jogos de origem
- Karin Kanzuki - Street Fighter Alpha 3 (Capcom Olympic Mode - personagem guia)
- Arthur - Ghosts'n Goblins (Ghost Trick minigame)

### Personagem não selecionável e jogo de origem
- Vega (Balrog no Japão) - Street Fighter II